# .22 WMR
La .22 WMR (Winchester Magnum Rimfire) è una cartuccia a percussione anulare da carabina e revolver.
Utilizza generalmente proiettili incamiciati che possono raggiungere velocità sull'ordine dei 500 m/s in carabina.
Molti revolver camerati in questo calibro sono dotati di un tamburo supplementare per l'utilizzo del più economico .22 Long Rifle.